# Édouard Combe
Pour les articles homonymes, voir Combe (homonymie).
Édouard Combe, né le 23 septembre 1866 à Aigle et mort le 19 novembre 1942 à Lausanne, est un compositeur et musicien vaudois.

## Biographie
Édouard Combe fut élève à Lausanne du professeur de musique Justin Bischoff. Il continue ses études musicales au Conservatoire de Genève, puis à Paris. Il publie plusieurs articles de musicographie dans la Gazette musicale de la Suisse romande, avant de devenir, jusqu'en 1908, rédacteur de la Vie musicale. Vers 1903, il entre comme rédacteur de la Gazette de Lausanne et enseigne l'histoire de la musique au Conservatoire de Lausanne. Après des séjours à Bâle et en Allemagne, il est nommé rédacteur à la Tribune de Genève aux alentours de 1921. Il y collaborera jusqu'à la fin de sa vie.
Le 2 novembre 1898, il publie dans la Gazette de Lausanne un appel à la fondation d'une société des compositeurs suisses, à la suite duquel fut fondée l'Association des musiciens suisses (AMS) et dont il fut secrétaire jusqu'en 1918, année où il fut nommé membre d'honneur de cette association. Combe compose plusieurs œuvres pour chœurs, voix ou instruments, ainsi que quelques pièces pour orchestre.

## Sources
- « Édouard Combe », sur la base de données des personnalités vaudoises sur la plateforme « Patrinum » de la Bibliothèque cantonale et universitaire de Lausanne.
- Dictionnaire des musiciens suisse, Zürich, Atlantis Verlag, 1964, p. 79-80